# MacLisp
MacLisp är en dialekt av Lisp utvecklad på 1960-talet av MIT:s Project MAC (vilket sedermera blev AI-labbet). MacLisp utvecklades ursprungligen under ITS, men portades snabbt till ett otal andra OS och arkitekturer, och vidareutvecklades lokalt på många ställen, vilket ledde till vissa problem att dela program mellan olika siter; detta ledde till att Common Lisp skapades.